# 万航渡路
万航渡路是位于中国上海市静安区及长宁区的一条街道，南起愚园路，北至曹家渡折向西，最终与长宁路相接。全长4830米。宽15.1至21.7米。在租界时代名为极司非尔路（Jessfield Road），为1864年上海公共租界越界筑路，是上海公共租界工部局在该租界以西越界修筑、管理的一条道路。1943年租界交还中国后，因當地的渡口法華渡（得名自法華寺），俗稱梵皇渡，该路改名为「梵皇渡路」。1964年以谐音改今名万航渡路。
梵皇渡在今万航渡路沪杭铁路二号桥东，其名有二說，一說是因為當地原有一所小廟曰梵皇寺而得名。另一說，則是因當地有一范巷，故稱范巷渡，後被誤寫為梵皇渡。
该路沿路原先工厂、住宅混杂。华东政法大学（上海圣约翰大学旧址）和中山公园（原兆丰公园）隔路相对。该路临近静安寺和曹家渡两段店铺较多。

## 沿路历史建筑
- 愚园路218号（万航渡路路口）：百乐门舞厅，第二批上海市优秀历史建筑
- 万航渡路540号：华园，第四批上海市优秀历史建筑
- 万航渡路1384弄12号：湖丝栈，第三批上海市优秀历史建筑
- 万航渡路1175号：圣约翰大学舊址（位於現今华东政法大学長寧校區），第二批上海市优秀历史建筑
- 中山公园北门

## 交汇道路
- 愚园路
- 北京西路
- 乌鲁木齐北路
- 新闸路
- 武宁南路
- 镇宁路
- 武定西路
- 康定路
- 长寿路
- 万航渡后路
- 江苏北路
- 华阳路
- 长宁路